# Justin Gillet
Pour les articles homonymes, voir Gillet.
Justin Gillet, né le 18 juin 1866 à Paliseul (Belgique) et décédé le 22 juillet 1943 à Kisantu, Congo, est un frère jésuite belge, missionnaire au Congo belge, et fondateur du premier et plus grand jardin botanique d’Afrique centrale, le Jardin botanique de Kisantu.

## Jeunesse
D’une famille de cultivateurs ardennais, et sans instruction autre que l’école primaire, Gillet s’intéresse à la botanique et aux plantes médicinales dès que, en 1888 au terme son noviciat, il est nommé infirmier au collège de Namur, où il passe 4 ans.  En 1893 il fait partie du premier groupe de jésuites belges envoyés fonder la mission du Kwango (au Bas-Congo).  

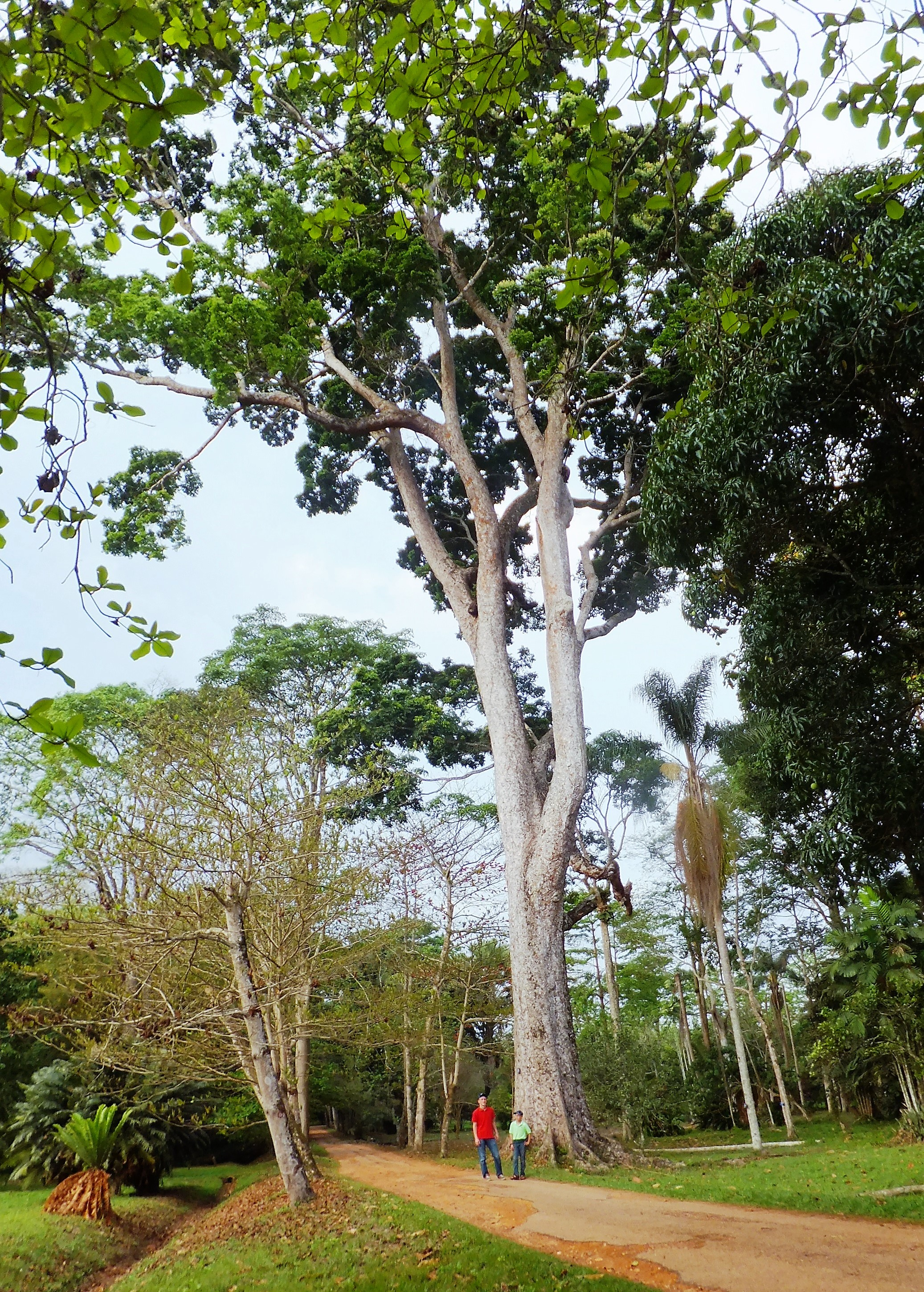
Un acajou d'Afrique, dans le jardin du frère Gillet (pour échelle: le garçon en rouge fait 1,90 m.)

## Le Jardin botanique
Très rapidement les besoins alimentaires, ainsi la lutte contre des maladies tropicales encore peu connues, poussent le frère Gillet à organiser un jardin. En 1900 il s'installe à Kisantu où il aménage un jardin d'essai et d'acclimatation de plantes potagères et fruitières. Cela nécessite tout un travail de digues et d'irrigation qui est le premier succès de ce genre dans la vallée du fleuve Congo. Outre l'acclimatation de légumes et fruits européens, Gillet cultive également et améliore de nombreuses plantes tropicales : un type de bananier à graines trouvé dans les environs de Kisantu porte son nom Musa gilletii - Ensete gilletii, et son manioc (importé de l'Inde néerlandaise) plus doux et mieux résistant à la vermine, connaît un grand succès et se répand dans de nombreux pays avoisinants. Gillet expérimente sur des variétés de riz asiatique et en lance la culture au Congo (années 1920). Il introduit le mangoustan en Afrique. Plus tard il s'intéresse également aux plantes ornementales, telles l’orchidée d’Afrique.  Ses observations méticuleuses et sa connaissance approfondie de la botanique congolaise le mettent en contact avec les grands jardins botaniques des régions tropicales, de Buytenzorg en Indonésie, de Bombay et Calcutta en Inde et de Rio de Janeiro au Brésil. Son troisième catalogue, publié en 1927, comprend une liste de 1700 espèces et variétés cultivées à Kisantu. Les appréciations et éloges pour ce travail de pionnier, à une époque où tout était à créer, ne manquent pas. Ses récoltes ont été étudiées par Émile De Wildeman et Théophile Alexis Durand. Cet autodidacte passa 48 ans de sa vie à Kisantu où il mourut le 22 juillet 1943. Il fut l'homme d'une œuvre : assez naturellement après sa mort le jardin fut appelé Jardin botanique Gillet.

## Après sa mort
Son successeur, le père Hubert Callens, ouvrit en annexe au jardin une école professionnelle d’horticulture qui continua les travaux de Gillet et diffusa la culture des légumes devenue depuis une des activités économiques les plus importantes de la région de Kisantu.  Callens équipa également un laboratoire de recherches chimiques sur les plantes médicinales dont le jardin possède de nombreux spécimens. Le jardin est également une grande attraction touristique. Il reçoit plus de 20 000 visiteurs par an.

## Œuvre principale
- Catalogue des plantes du jardin d’essai de Kisantu, Bruxelles, 1927.